# Pena (mitología)
En la mitología griega Pena o Poine (en griego, Ποινή, Poiné) era la personificación de la venganza y el castigo por matar a un hombre. Su equivalente romana era Poena. Se le relacionaba con Praxidice, que imponía la justicia. Se usaba también este término para denominar el dinero que entregaban los asesinos a la familia de la víctima con el fin de expiar su crimen. 

### Personificación de la venganza
Algunos autores hablan de las penas, en plural, para describir a espíritus vengadores de los homicidios. Era común representarlas en las tragedias. Higino habla de Ultio (Venganza), una de las muchas personificaciones concebidas por el Éter y la Tierra. Valerio Flaco dice que Esón y Alcímede invocaron a las fuerzas de la venganza para sentenciar al malhechor Pelias: «tú, oh doncella — Dike (la Justicia)— , que informas de los actos culpables a Jove (Zeus), que miras a la tierra con ojos infalibles, vosotras, diosas vengadoras Erinis, tú, Ley Divina, y tú, Pena (la Venganza), anciana madre de las Furias (Erinias), entrad en el pecaminoso palacio del rey, y traed sobre él vuestras feroces antorchas.». También fueron responsables de la locura del trágico Orestes: «Orestes, con la mente trastornada por las Penas (Venganzas) y los miedos ciegos, toma una espada y acuchilla a las bandas armadas de esta feroz madre». Estacio alega que pertenece a la corte de dioses del Erebo, presidido por Hades: «a su alrededor, las Furias y las diversas Muertes (Thanatoi) están en el orden debido, y la salvaje Pena lanza sus espirales de chirriantes cadenas».

### Monstruo enviado por Apolo
Una leyenda relatada por Pausanias decía que Pena fue enviada por Apolo para castigar a los argivos por la muerte de su hijo Lino. Poine «arrebataba los hijos a sus madres». Sin embargo, Pena fue muerta por Corebo. Se dice que Poine fue invocada desde las profundidades del inframundo, «hacia el río Aqueronte, en la guarida profana de las Euménides». En la Suda se asocia a Poine con Ker y las Keres.